# Bembradium
Bembradium is een geslacht van straalvinnige vissen uit de familie van diepwaterplatkopvissen (Bembridae).

## Soorten
- Bembradium furici Fourmanoir & Rivaton, 1979
- Bembradium roseum Gilbert, 1905